# Maria Àngels Gardella
Maria Àngels Gardella Quer (Figueras, 5 de mayo de 1958) es una escritora y profesora, licenciada en filología por la Universidad Autónoma de Barcelona (1981).
Ha sido profesora en los institutos Ramón Muntaner y Cendrassos de Figueras. Autora sobre todo de literatura infantil y juvenil con una producción de más de veinte títulos, cuatro de los cuales han sido premiados: Un armarito, un cofre y un diario (1981, premio Crítica Serra d'Or 1982), Gilbert y las líneas (1983, premio Folch y Torres), Los ojos del dragón (1988, premio Nacional de Literatura 1991) y El mar y el deseo (1993, premio Joaquim Ruyra).  Entre los libros para jóvenes también destacan: Una casa al lado de la estación (1991), Las gafas mágicas (1992), Bestias pequeñas (1993), La lluvia del sur (1996), Si la luna hablara (1997) e Historia de un árbol (1998). Buena parte de estas obras han sido ilustradas por Joan Antoni Poch (JAP), su marido. 
Traductora ella misma y estudiosa de las trobairitz, sus libros han sido traducidos al aranés, al vasco, al castellano, al francés, al gallego, al neerlandés, al finlandés y al coreano. Ha colaborado en prensa y en tiras cómicas de JAP, como por ejemplo La Quima Guspira y los falsificadores (Presencia, 1990); ha escrito el cuento musical La Cometa Passerell, ilustrado por JAP y estrenado por la Orquesta de cámara de l'Empordà, y La canción del búho para la Joven Orquesta de Figueras; también ha escrito las obras dramáticas El dragón Andrés (1984) y el Monólogo para chelo solista (1992), y la novela El maestro de dibujo (1998).